# Bratovoești
Bratovoești – wieś w Rumunii, w okręgu Dolj, w gminie Bratovoești. W 2011 roku liczyła 1340 mieszkańców.